# جوليان رودس
جوليان رودس (بالإنجليزية: Julian Rhodes)‏ هو لاعب كرة قدم بريطاني، ولد في 20 مارس 1969.